# Internationella poesidagarna
Internationella poesidagarna var ett årligt evenemang för poesi som genomfördes i Malmö från 1987 till 2006, där 341 poeter från 70 länder uppträtt. Initiativtagare och primus motor har varit Lasse Söderberg.
Förutom poesiuppläsningar arrangeras i anslutning till festivalen ofta även konstutställningar, teater- och musikföreställningar.